# Souclin

Souclin este o comună în departamentul Ain din estul Franței.